# Xestia nigra
Xestia nigra là một loài bướm đêm trong họ Noctuidae.